# شترنشانتسه
شترنشانتسه (به آلمانی: Hamburg-Sternschanze) یک منطقهٔ مسکونی در آلمان است که در التونا، هامبورگ واقع شده‌است. شترنشانتسه ۷٬۷۷۶ نفر جمعیت دارد.